# Gavin Richards
Gavin Richards (ur. 3 lipca 1946 w Londynie) – brytyjski aktor filmowy, telewizyjny i teatralny, występował w roli włoskiego kapitana Alberto Bertorelliego w serialu ’Allo ’Allo!, gdzie grał w serii czwartej, piątej oraz szóstej. W siódmej serii zastąpił go Roger Kitter. W Wielkiej Brytanii znane są również jego role dramatyczne, w szczególności w operze mydlanej EastEnders, w której występował przez sześć lat.
Ukończył studia aktorskie w Bristol Old Vic Theatre School w Bristolu. Przez pierwsze pięć lat po szkole występował na deskach różnych teatrów repertuarowych, w takich miastach jak Manchester, Bolton, Liverpool, Leicester i Bristol. Następnie dołączył do grupy teatralnej Kena Campbella i występował w jej spektaklach granych w całej Wielkiej Brytanii i Skandynawii. Później znalazł się wśród założycieli szkockiej kompanii teatralnej 7:84, aż wreszcie stworzył własną grupę, Belt & Braces Theatre Company, której dyrektorem artystycznym był przez 12 lat. Belt & Braces specjalizowali się w przedstawieniach łączących w sobie elementy musicalu i satyry politycznej. Oprócz tego Richards pracował na West Endzie, gdzie jego specjalnością stały się sztuki autorstwa Dario Fo, które sam tłumaczył z języka włoskiego na angielski. W 1980 był nominowany do najważniejszej brytyjskiej nagrody teatralnej, Oliviera, za przygotowaną przez niego brytyjską prapremierę sztuki Przypadkowa śmierć anarchisty. Równocześnie grywał także w telewizji, gdzie jego pierwszą słynną rolą stał się kapitan Bertorelli z ’Allo ’Allo!, lecz pojawił się także w wielu innych serialach, m.in. Hi-de-Hi!, A Touch of Frost, Lovejoy, Between the Lines, The Bill czy Inspector Morse. Grał także niewielkie role w filmach.
W latach 90. zaczął dzielić swój czas między Wielką Brytanię a Nową Zelandię, skąd pochodzi jego żona Tamara Henry. Założyli tam kompanię teatralną Theatre South, która do dziś pozostaje głównym przedsięwzięciem artystycznym Richardsa. Produkowane przez Theatre South spektakle goszczą na deskach teatrów w całej Nowej Zelandii, niekiedy trafią też do Wielkiej Brytanii. Sam Richards powrócił do brytyjskiej telewizji w 1996, gdy został członkiem obsady serialu EastEnders, z którym był związany do 2002 roku. Obecnie mieszka w Blenheim w Nowej Zelandii.